# Eliaquim Mangala
Eliaquim Hans Mangala (Colombes, Francia, 13 de febrero de 1991) es un futbolista francés. Juega de defensa en el G. D. Estoril Praia de la Primeira Liga.

## Trayectoria
Mangala nació en Colombes, en el norte de Francia. A los cinco años se mudó junto a su familia a la ciudad belga de Namur. En 2004 empezó a jugar en las categorías inferiores del UR Namur, donde era utilizado como delantero. En 2007 fichó por el juvenil del Standard de Liège. Tras su llegada fue reconvertido en defensa. El 23 de octubre de 2008 firmó su primer contrato profesional, debutando con el primer equipo el 9 de noviembre. En la temporada 2009-10 se convirtió en titular en el Standard. En la fase de grupos de la Liga de Campeones de la UEFA anotó un gol contra el Arsenal F. C.
Al tener la doble nacionalidad belga y francesa ambas selecciones mostraron su interés por contar con Mangala. Finalmente se decantó por jugar con la selección francesa sub-21, debutando en 2010.
En 2011 fue fichado por el F. C. Porto a cambio de 6,5 millones de euros.
Después fichó por el Manchester City de la Premier League de Inglaterra un fichaje que rondó los 40 millones de euros.
El 31 de agosto de 2016 firmó un contrato en calidad de cedido con el Valencia C. F. Regresó a Manchester al terminar la cesión, y en enero de 2018 fue cedido al Everton F. C. hasta final de temporada.
Finalmente, en agosto de 2019 se desvinculó del Manchester City y firmó por dos años con el Valencia C. F. Puso fin a su segunda etapa en el club pasado ese tiempo. Entonces estuvo un tiempo sin equipo, hasta que el 20 de enero de 2022 se unió al A. S. Saint-Étienne hasta final de temporada.
Tras más de un año como agente libre, en agosto de 2023 regresó a Portugal después de firmar por el G. D. Estoril Praia hasta 2024.

## Selección nacional
El 13 de mayo de 2014 el entrenador de la selección francesa Didier Deschamps incluyó a Mangala en la lista final de 23 jugadores que representaron a Francia en la Copa Mundial de 2014.

### Participaciones en Copas del Mundo
| Mundial                        | Sede   | Resultado        | Partidos | Goles |
| ------------------------------ | ------ | ---------------- | -------- | ----- |
| Copa Mundial de Fútbol de 2014 | Brasil | Cuartos de final | 0        | 0     |

## Clubes
Actualizado al último partido disputado el 19 de abril de 2025.
| Clubes                  | País       | Año       | Partidos | Goles |
| ----------------------- | ---------- | --------- | -------- | ----- |
| Standard de Lieja       | Bélgica    | 2008-2011 | 98       | 4     |
| F. C. Porto             | Portugal   | 2011-2014 | 96       | 13    |
| Manchester City F. C.   | Inglaterra | 2014-2019 | 79       | 0     |
| Valencia C. F. (cesión) | España     | 2016-2017 | 33       | 2     |
| Everton F. C. (cesión)  | Inglaterra | 2018      | 2        | 0     |
| Valencia C. F.          | España     | 2019-2021 | 21       | 0     |
| A. S. Saint-Étienne     | Francia    | 2022      | 15       | 1     |
| G. D. Estoril Praia     | Portugal   | 2023-     | 31       | 1     |

## Palmarés

### Campeonatos nacionales
| Título                      | Club                  | País       | Año     |
| --------------------------- | --------------------- | ---------- | ------- |
| Primera División de Bélgica | Standard de Lieja     | Bélgica    | 2008-09 |
| Supercopa de Bélgica        | Standard de Lieja     | Bélgica    | 2009    |
| Copa de Bélgica             | Standard de Lieja     | Bélgica    | 2010-11 |
| Primeira Liga               | F. C. Porto           | Portugal   | 2011-12 |
| Supercopa de Portugal       | F. C. Porto           | Portugal   | 2012    |
| Primeira Liga               | F. C. Porto           | Portugal   | 2012-13 |
| Supercopa de Portugal       | F. C. Porto           | Portugal   | 2013    |
| Copa de la Liga             | Manchester City F. C. | Inglaterra | 2015-16 |
| Copa de la Liga             | Manchester City F. C. | Inglaterra | 2018-19 |